# Шейн Росс
Шейн Пітер Натаніель Росс (Shane Peter Nathaniel Ross, 11 липня 1949 року, Дублін) — ірландський політик і публіцист, колишній сенатор, міністр урядів Енда Кенні та Лео Варадкар, який займав посаду міністра транспорту, туризму та спорту з травня 2016 року до 27 червня 2020 року.

## Біографія
Шейн Росс народився в Дубліні в 11 липня 1949 року в родині колишнього сенатора і члена юридичного братства Джона Н. Росса та письменниці Рут Ізабель Шеррінгтон. Шейн навчався у школі Святого Стефана в Дандрумі та в школі Рагбі. В 1971 році закінчив історичний та політологічний факультет Триніті Коледжу в Дубліні. Під час перебування в коледжі був секретарем історичного товариства коледжу. Росс був бізнес-редактором Sunday Independent, найпродаванішого випускного бюлетеню Ірландії, до моменту обрання його в Дойл Ерен у 2011 році. Випускник Женевського університету. Він одружений з Рут Бьюкенен, колишньою ведучою та журналісткою RTÉ, національної телекомпанії Ірландії. Його зятем є Нік Вебб, який змінив його на посаді бізнес-редактора бюлетеня Sunday Independent. Шейн Росс використав бум ірландських цін на землю. Він продав свій будинок забудовнику в 2004 році приблизно за 4 мільйони євро. Згодом придбав будинок в Енніскеррі, графство Віклоу, за 6,2 мільйона євро у 2005 році.

## Кар'єра
Росс був виконавчим директором брокерської компанії, керував інвестиційними фондами. Вісім років був біржовим кореспондентом «The Irish Times».[джерело?] Пізніше він був головним редактором новин газети Sunday Independent. Вперше Шейн Пітер Натаніель Росс був обраний членом парламенту Ірландії в 1981 році як незалежний кандидат у виборчому окрузі Дублінського університету. Його дев'ять разів переобирали до верхньої палати парламенту Ірландії в 1982, 1983, 1987, 1989, 1993, 1997, 2002 та 2007 роках, мандат мав до 2011 року.
На місцевих виборах 1991 року він був обраний кандидатом від партії Фіне Гел до Ради округу Віклоу в місцевому виборчому окрузі Брей і пропрацював до 1999 року. Політик виступав кандидатом від партії в окрузі Віклоу на загальних виборах 1992 року, але не отримав місця, залишився натомість у парламенті незалежним сенатором.
У 1996 році звільнився з партійної діяльності. 15 січня 2011 року під час телевізійного інтерв'ю, Росс оголосив, що буде брати участь у виборчому окрузі Дубліна на наступних загальних виборах, які на той час очікувалися. Він був висунутий кандидатом у депутати і на виборах отримав друге місце за результатами голосування в країні, очоливши опитування в Дубліні на півдні з 17 075 голосами. На виборах 2011 року він успішно балотувався на посаду в Дойл Ерен на 31-й термін від Дубліна. У 2015 році був ініціатором створення угоди незалежних політиків під назвою Незалежна спілка. У 2016 році спілка отримала шість місць, і Шейн Росс був переобраний на 32-й термін роботи нижньої палати парламенту в новому окрузі Дублін-Ретдаун.
Росс був співзасновником Незалежного альянсу з Майклом Фіцморісом у 2015 році. Тишех Енда Кенні висунув його кандидатуру на міністра транспорту, туризму та спорту в травні 2016 року. Однак відсутність знань зі спорту приводила його до сумнівних рішень і помилок. Росса неодноразово критикували за недоречні висловлювання у соціальних мережах.

## Діяльність
Росс є одним з найбільш помітних бізнес-коментаторів Ірландії. Він просуває вільне підприємництво, низькі податки та визнається поборником вільного капіталізму в ірландській політиці. Росс рекламує себе як заступника за дрібних акціонерів та споживачів. У 2000 році він та Імон Данфі виступали у справі дрібних акціонерів eircom після того, як акції колишньої державної компанії за рік знизились у ціні більше ніж на третину. Росс поставив на раді директорів завдання щодо рівня заробітної плати, премій та виплат. Він також дуже критично висловлювався щодо продажу Eircell до Vodafone, і пізніше домагався звільнення 5 членів правління на загальних зборах в березні 2001 р., посилаючись на погані показники курсу акцій та погані придбання.
До ірландської фінансової кризи він був постійним критиком діяльності Банку Ірландії, акціонером якого він був. Він протиставив консервативні результати діяльності «установи» банку Ірландії іншим фінансовим установам, зокрема Ірландському загальнодержавному будівельному товариству та Англо-ірландському банку, які він високо оцінив.
Росс був рішучим критиком недостатньої ефективності роботи ірландських пенсійних фондів. Він протиставляв їх результати діяльності гедж-фонду SVM Global's Saltire Fund, який він очолював. Однак у 2013 його фонд виявив великі збитки на 32,4 % за період, коли світові фондові ринки набрали 17,7 %.
У лютому 2013 року Росс виступив у газеті Dáil проти фторування води і стверджував, що фторування стало причиною «високих показників хвороб раку та серцево-судинної системи в Ірландії». Він також стверджував, що внаслідок цього Ірландія має частоту синдрому Дауна удвічі більшу, ніж в Північній Ірландії.

## Політична активність
Після відмови виборців від Лісабонської угоди на першому референдумі в червні 2008 року Росс наголосив на «роз'єднаності» між правлячою кастою політиків країни та волі громадськості.
У січні 2009 року він критикував Центральний банк Ірландії. У ролі сенатора Росс тиснув на керівників Allied Irish Bank щодо шахрайських офшорних операцій банку, пов'язаних з дочірніми компаніями та операціями на Карибському фронті.
У жовтні того ж року Росс розлютив громадську транспортну компанію CIÉ за оприлюднення звинувачень у широкомасштабному шахрайстві та безгосподарності в напівдержавній організації. Він критикував бездіяльність уряду, висловлюючи занепокоєння з приводу атомної станції в Селлафілді та закликав до посилення правового захисту викривачів у випадках шахрайства та корупції. Росс часто виступає в ролі джерела в міжнародних засобах масової інформації. Associated Press називає його «одним з найвидатніших фінансових коментаторів Ірландії».

## Публікації
- Ross, Shane (2009). The Bankers: How the banks brought Ireland to its knees. Dublin: Penguin Ireland. ISBN 978-1-84488-216-8.
- Ross, Shane; Nick Webb (2010). Wasters. Dublin: Penguin Ireland. ISBN 978-1-84488-251-9.
- Ross, Shane; Nick Webb (2012). The Untouchables. Dublin: Penguin Ireland. ISBN 978-1-84488-277-9.